# ماریو گاریاتسو
ماریو گاریاتسو (ایتالیایی: Mario Gariazzo؛ ۴ ژوئن ۱۹۳۰ – مارس ۲۰۰۲) یک کارگردان فیلم، فیلم‌نامه‌نویس، و تدوین‌گر اهل ایتالیا بود.
از فیلم‌های او می‌توان به پلی متل، نمایش هراس‌انگیز عجیب و غریب نیمه‌شب و خواهر امانوئل اشاره کرد.